# Relations entre la Chine et l'Union européenne
Les relations entre l'Union européenne et la république populaire de Chine sont établies en 1975. L'embargo sur les armes imposé par l'UE à la Chine reste un point majeur de discorde.

## Historique

### Économie
Après la fin de la guerre froide en 1991, les relations avec l'Europe ne représentaient pas une priorité pour la république populaire de Chine, tout comme ses relations avec les États-Unis, le Japon et les autres puissances occidentales. Bien qu'imposant initialement un embargo sur les armes à la Chine après la répression des manifestations de la place Tian'anmen, les dirigeants européens ont atténué l'isolement de la Chine. L'économie croissante de cette dernière est en effet devenue le centre pour de nombreux investisseurs européens et les hommes d'affaires chinois à leur tour ont commencé à faire de fréquents voyages en Europe. Le commerce UE/Chine parvient à dépasser l'économie chinoise elle-même, triplant en dix ans (14,3 milliards USD en 1985, 45,6 milliards USD en 1994).
Cependant la politique de sécurité et de coopération de l'Union européenne a été entravée par la Chine, ne pouvant progresser en Asie. L'Europe a en effet fait part de son  désir d'expansion de l'OTAN et son intervention en 1999 au Kosovo, à laquelle la Chine s'oppose, voyant cette politique comme visant à étendre l'influence des États-Unis. Toutefois, en 2001, la Chine modère sa position anti-américaine dans l'espoir que l'Europe annulerait son embargo sur les armes, mais la pression des États-Unis sur l'UE a conduit à ce que l'embargo reste en place. L'UE partage en effet un nombre des préoccupations des États-Unis, au sujet « du système autoritaire chinois et des menaces de force contre Taïwan ». Même dans la sphère économique, la Chine s'est dite furieuse à propos des mesures protectionnistes contre ses exportations vers l'Europe et l'opposition de l'UE à donner à la Chine le statut d'économie de marché afin d'adhérer à l'Organisation mondiale du commerce (OMC). 
Cependant, la coopération économique a continué, avec la « nouvelle stratégie asiatique » de l'UE, le premier sommet Asie-Europe Meeting en 1996 et le Sommet UE-Chine de 1998, visant à établir des partenariats plus étroits avec la Chine. Bien que la crise financière asiatique de 1997 ait refroidi l'enthousiasme des investisseurs, la Chine a bien surmonté la crise et continue d'être un axe majeur du commerce de l'UE. Le commerce en 1993 a vu une augmentation de 63 % par rapport à l'année précédente. La Chine est devenue le  quatrième partenaire commercial de l'Europe. Même après la crise financière en 1997, le commerce UE/Chine continue de croître, augmentant de 15 % en 1998.
La France a été la première a fait part de son désir que l'UE établisse des liens plus étroits en vue d'établir un monde multipolaire et a été la première, avec la Russie, à établir des partenariats stratégiques avec la Chine. Cependant les relations UE-Chine ont connu un refroidissement après que le gouvernement chinois ait annulé le sommet annuel UE-Chine de novembre 2008, en réponse apparemment à des plans du président français Nicolas Sarkozy qui souhaitait rencontrer le dalaï-lama.
À la suite de la crise financière de 2008, plusieurs pays européens ont demandé une aide économique à l'Union européenne et au Fonds monétaire international. La Chine accepte d'assumer une partie des dettes de la Grèce, de l'Irlande, de l'Italie, du Portugal et de l'Espagne. Certains analystes suggèrent que la Chine souhaite soutenir l'économie européenne afin que les questions commerciales puissent aller de l'avant plus facilement, tout en étendant sa sphère d'influence économique,. 

### Droits de l'Homme

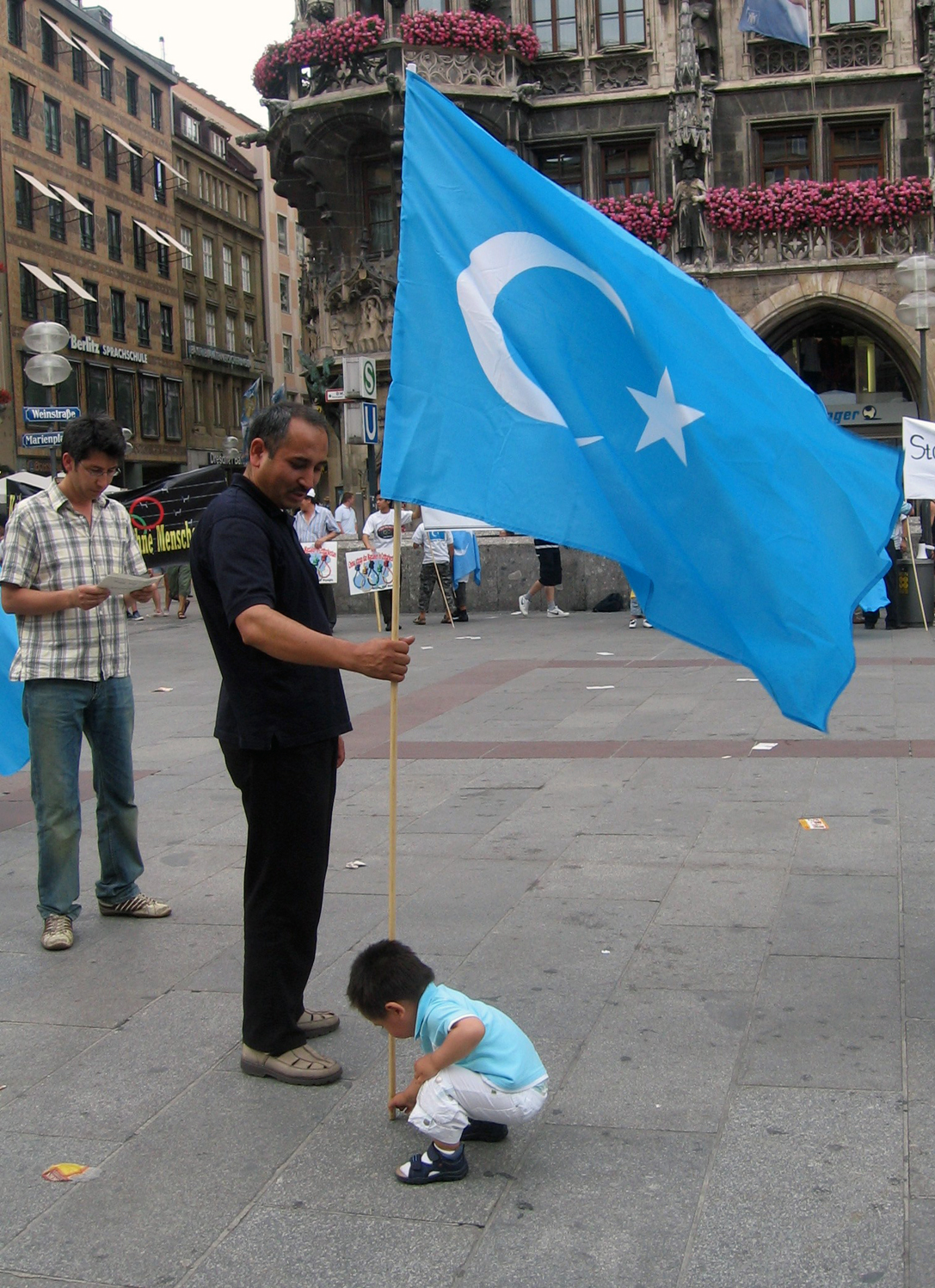
Manifestant Ouïghour à Munich en 2008.

En 2020, 57 parlementaires européens de 19 pays demandent aux gouvernements européens de mettre en place une réciprocité pour rompre l’isolement du peuple tibétain. En effet les citoyens chinois sont autorisés à voyager librement en Europe, alors que les autorités chinoises interdisent régulièrement aux Européens de visiter le Tibet .
En mars 2021, à la suite des sanctions de l'Union européenne contre quatre dirigeants de la région chinoise du Xinjiang pour les violations des droits des Ouïghours, les autorités chinoises décident des sanctions contre dix Européens. Il s'agit des universitaires Adrian Zenz et Björn Jerdén, des parlementaires européens Raphaël Glucksmann, Ilhan Kyuchyuk, Miriam Lexmann, Michael Gahler et Reinhard Bütikofer. C'est aussi le cas des hommes politiques Sjoerd Wiemer Sjoerdsma, Samuel Cogolati et Dovile Sakaliene.

### Les 17+1
Depuis 2012, la Chine entretient des relations privilégiées avec 17 pays d'Europe centrale et d'Europe de l'Est, traduites notamment par un sommet annuel dit des 17+1 (anciennement 16+1, avant l'adhésion de la Grèce).

## Relations économiques
Elles sont régies par l'Accord de commerce et de Coopération signé en 1985 entre l'Union européenne et la république populaire de Chine. Depuis 2007, des négociations sont en cours améliorer les relations UE/RPC en envisageant un nouveau partenariat et de coopération. Il y eut ainsi déjà 24 dialogues sectoriels et des accords de protection en passant sur des thématiques de l'environnement à l'éducation ont été ratifiés. 
L'UE est le partenaire économique le plus important de la Chine,, et la Chine est le deuxième partenaire le plus important de l'UE après les États-Unis. La plupart de ce commerce porte sur des biens industriels et manufacturés. Entre 2009 et 2010, les exportations de l'UE vers la Chine ont augmenté de 38 % et les exportations chinoises vers l'UE ont augmenté de 31 %.
| Flux commercial | Biens (2011)        | Services (2010)    | IDE (2010)        |
| --------------- | ------------------- | ------------------ | ----------------- |
| UE-Chine        | 136,2 milliards d'€ | 22,3 milliards d'€ | 7,1 milliards d'€ |
| Chine-UE        | 292,1 milliards d'€ | 16,3 milliards d'€ | 0,7 milliard d'€  |

À partir de 2013 est négocié un traité global, l'Accord global sur les investissements entre l'Union européenne et la Chine (ACI), il est conclu en décembre 2020 et attend d'être signé et ratifié.

## Embargo sur les armes

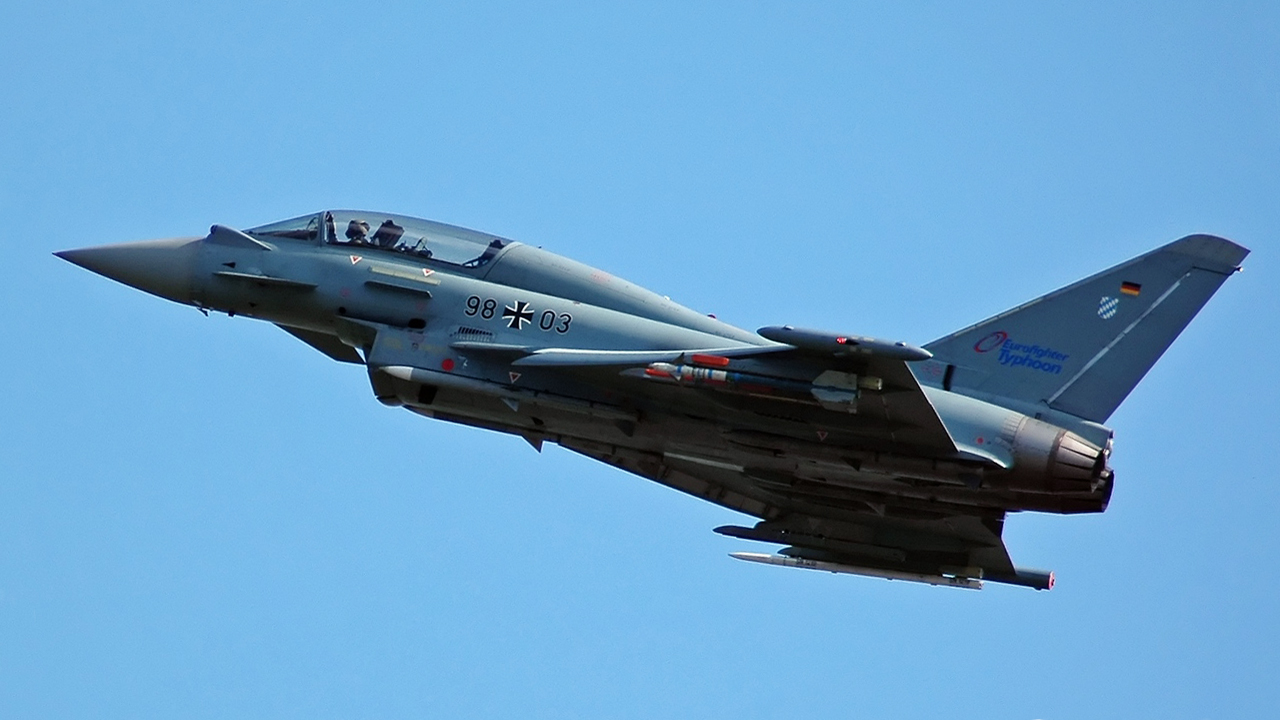
Le matériel militaire européen, tel que l'Eurofighter Typhoon, est interdit à l'exportation.

Mis en place depuis 1989 à la suite de la répression des manifestations de la place Tian'anmen, les États-Unis et le Japon soutiennent l'embargo de la Communauté européenne contre la Chine, craignant que la vente d'armes augmente les capacités de l'Armée populaire de libération. Ces derniers craignant en effet que la Chine n'attaque Taïwan, de sorte que le matériel européen serait utilisé contre l'armée américaine si une telle situation se produisait. En 2011, l'ambassadeur chinois auprès de l'UE a suggéré qu'à l'avenir, l'Union européenne devrait « prendre des décisions elle-même ».
Le Parlement européen s'est dit opposé en 2004 à la suppression de l'embargo, adoptant des résolutions cruciales contre la Chine et appuyant Taiwan. Cependant, la Haute Représentante Catherine Ashton a proposé des plans pour lever l'embargo en 2010, déclarant que « l'embargo actuel sur les armes est un obstacle majeur pour le développement de la politique étrangère de coopération et de sécurité UE-Chine ». L'ambassadeur chinois Song Zhe corrobore ses propos, affirmant : « Il n'y aucune raison de maintenir l'embargo en place. Nous allons développer nos propres armes encore plus vite. Donc, en fin de compte, ce sont les entreprises d'armes en Europe qui sont les perdantes ».
Ainsi, en raison de l'embargo, la Chine achète principalement du matériel militaire à la Russie et souhaitait également se tourner vers Israël, mais sous la pression des États-Unis, aucune transaction n'a eu lieu. Malgré l'embargo, une source américaine affirme que l'UE aurait vendu en 2003 plus de 400 millions d'€ d'exportations de défense à la Chine, et plus tard approuvé la vente de sous-marins et de technologie de radar.

## Représentation

### Représentation de l’Union européenne auprès de la Chine
| Ordre   | Ambassadeur   | Mandat              | Nationalité |
| ------- | ------------- | ------------------- | ----------- |
| 1.      | Serge Abou    | - décembre 2010     |             |
| 2.      | Markus Ederer | janvier 2011 - 2014 | Allemand    |
| Intérim | Carmen Cano   | 2014 - en fonction  |             |

## Commémoration
Dans le cadre des célébrations du trentième anniversaire des relations entre la Chine et l'Union européenne, le festival Europe Street s'est tenu les 10 et 11 septembre 2005 au parc Chaoyang (en) de Pékin,,.

## Sources
- (en) Cet article est partiellement ou en totalité issu de l’article de Wikipédia en anglais intitulé « China–European Union relations » (voir la liste des auteurs).

## Compléments